# 고구마튀김

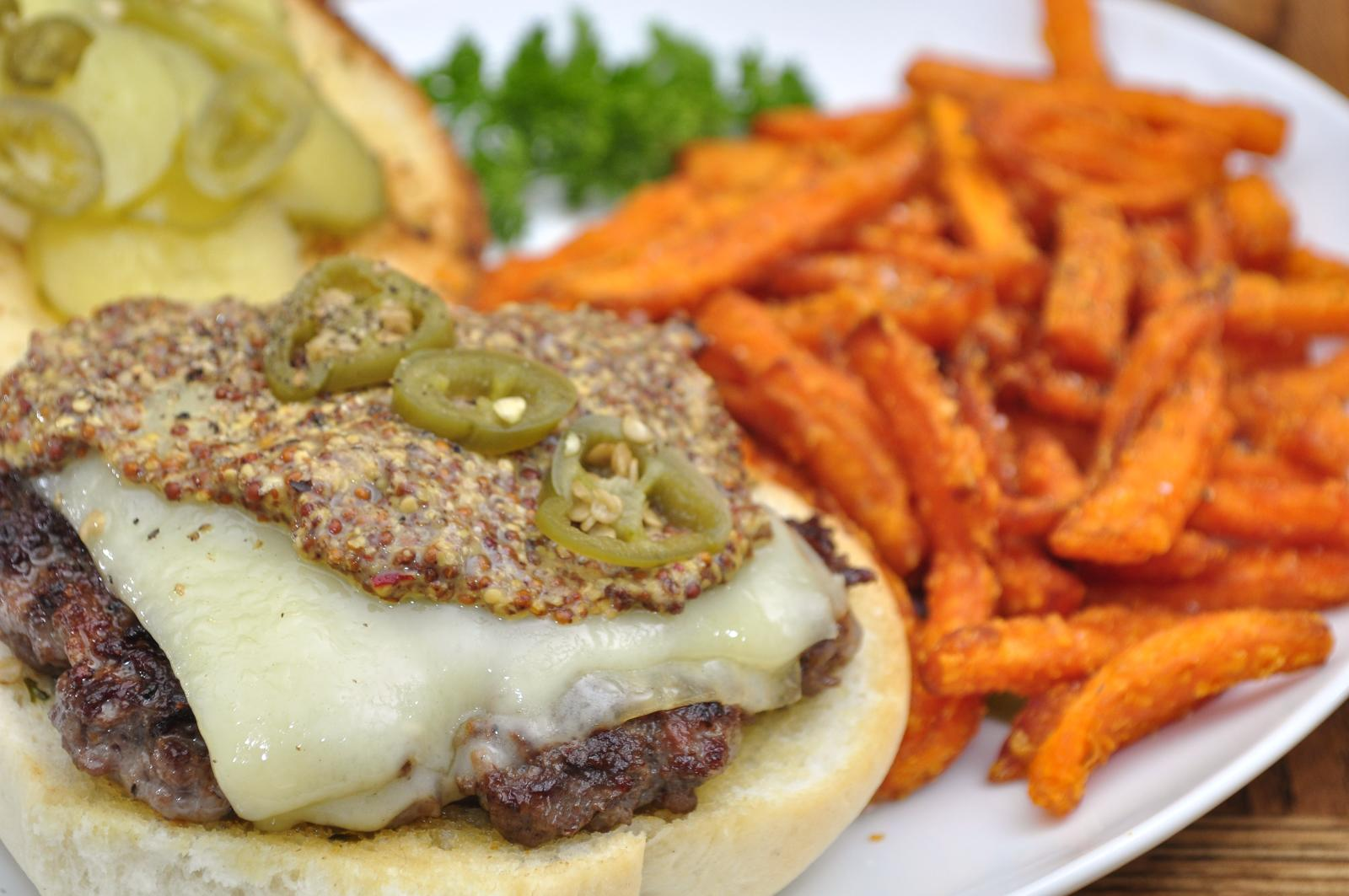
치즈버거와 고구마튀김

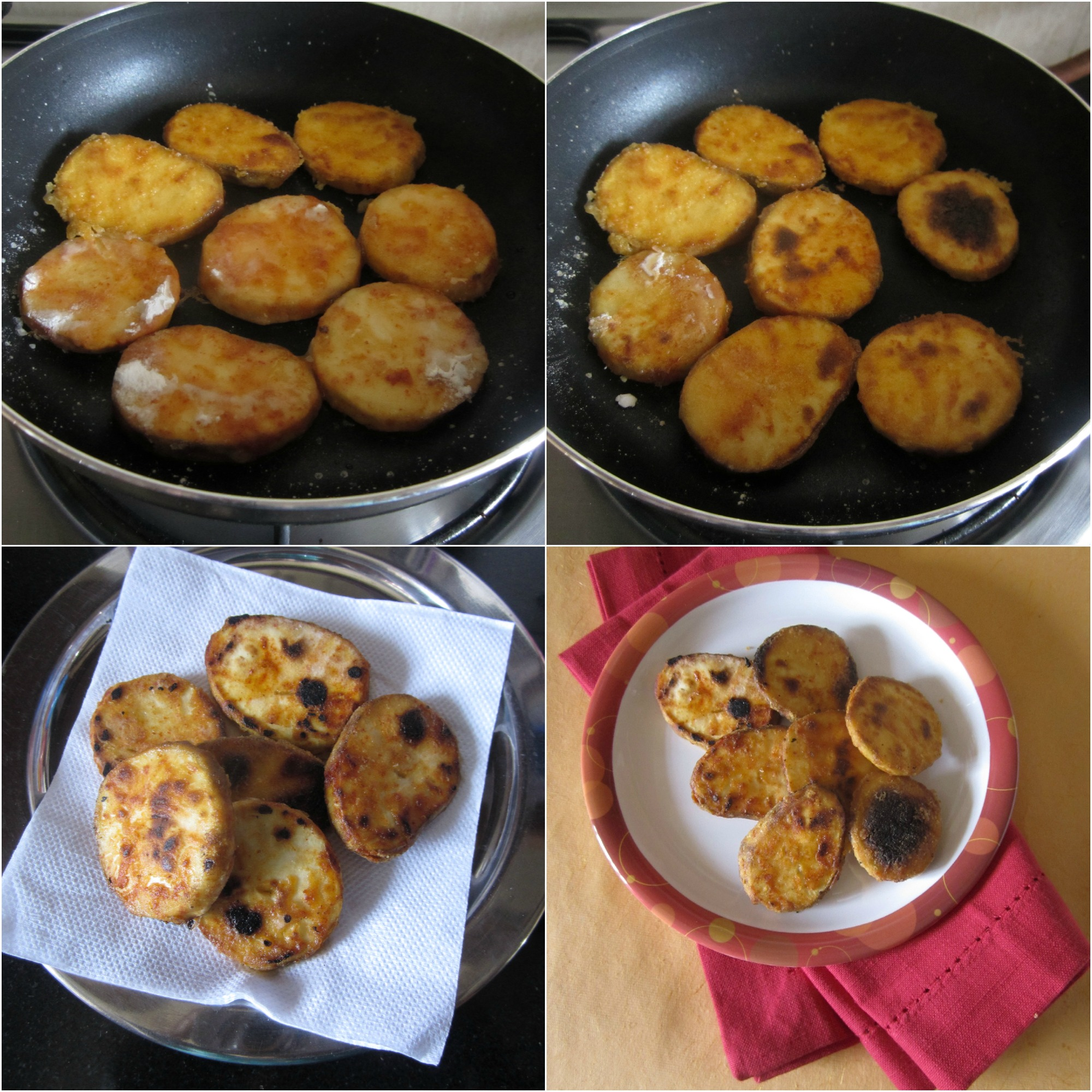
인도 요리에서의 고구마튀김

고구마튀김은 감자 대신 고구마를 사용한 프렌치프라이의 일종으로서 각종 요리를 장식한다. 고구마튀김은 기니 요리에서 파타테스(patates)라고 부르는데, 감자보다 더 대중성 있으며 튀김을 만드는데 더 흔히 사용된다.
미국의 고구마튀김 요리법은 19세기로 거슬러 올라간다. 일부 사람들은 튀기기 전 고구마를 살짝 익힐 것을 제안하며 다른 사람들은 설탕에 튀길 것을 요청한다.
고구마튀김은 한국 요리에 속하기도 한다. 인도 요리에서도 Kananga phodi-tawa라는 이름의 음식으로 볼 수 있다.

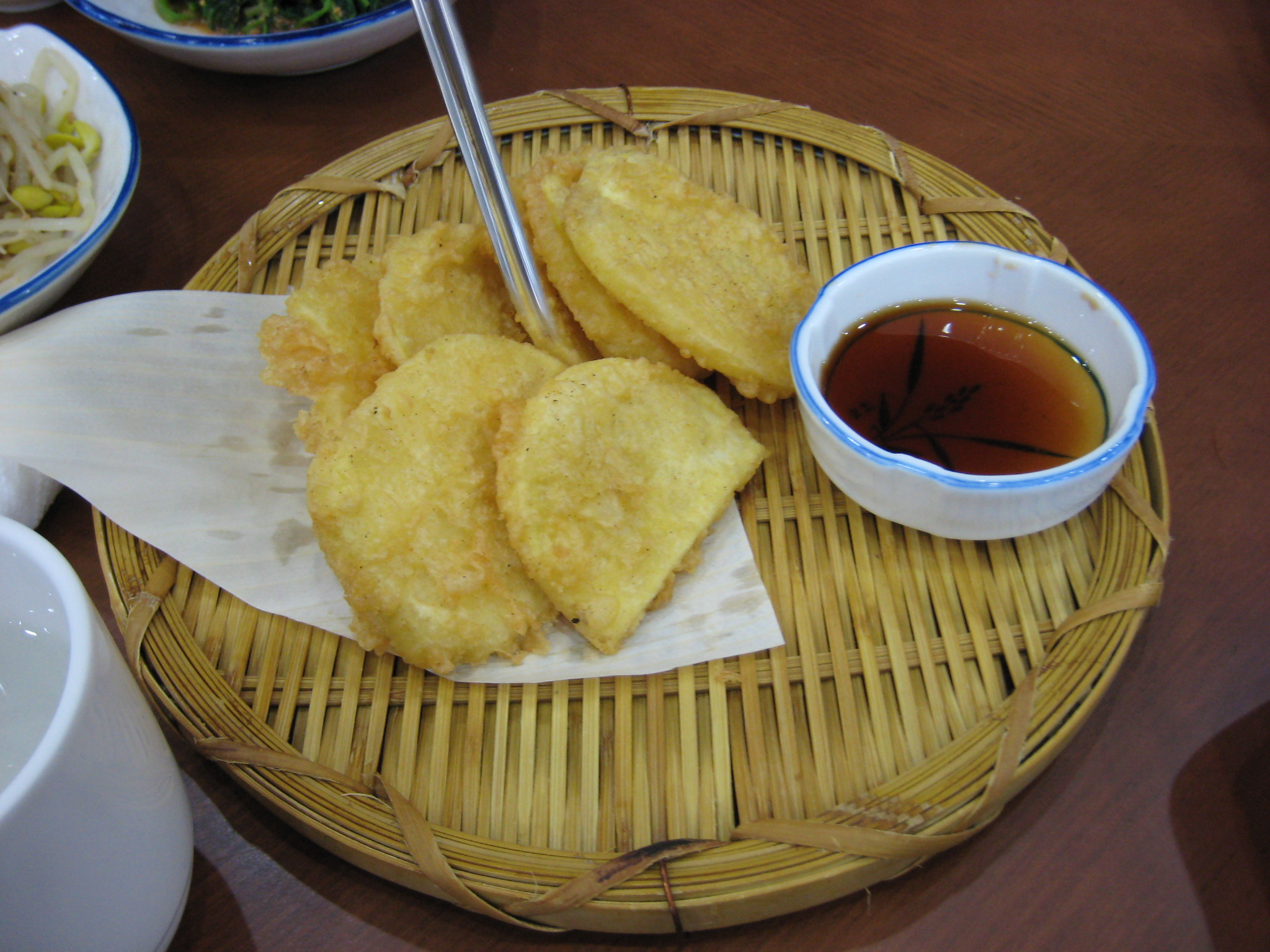
한국 요리 속 고구마튀김
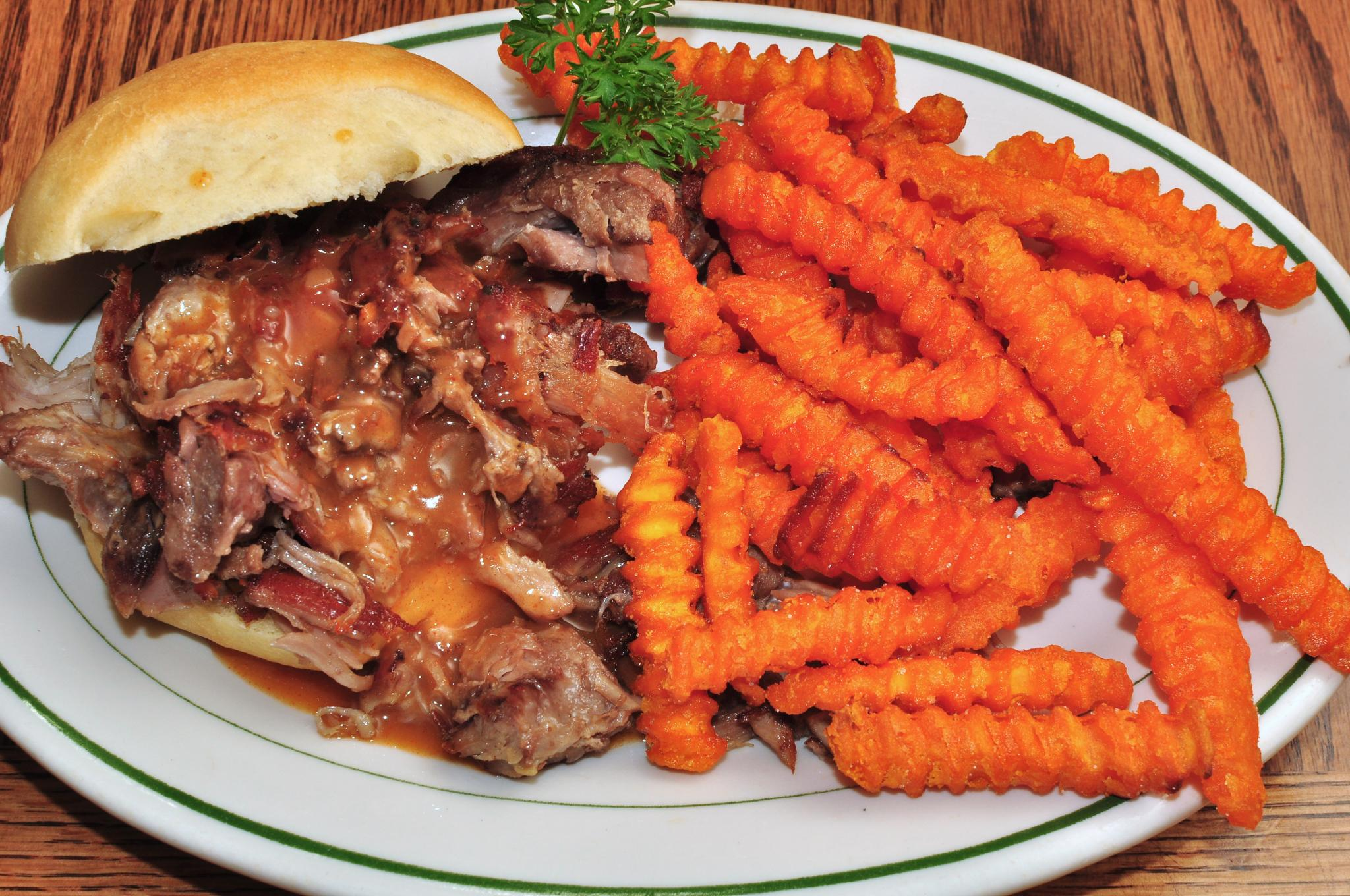
사이드 음식으로 나온 고구마튀김
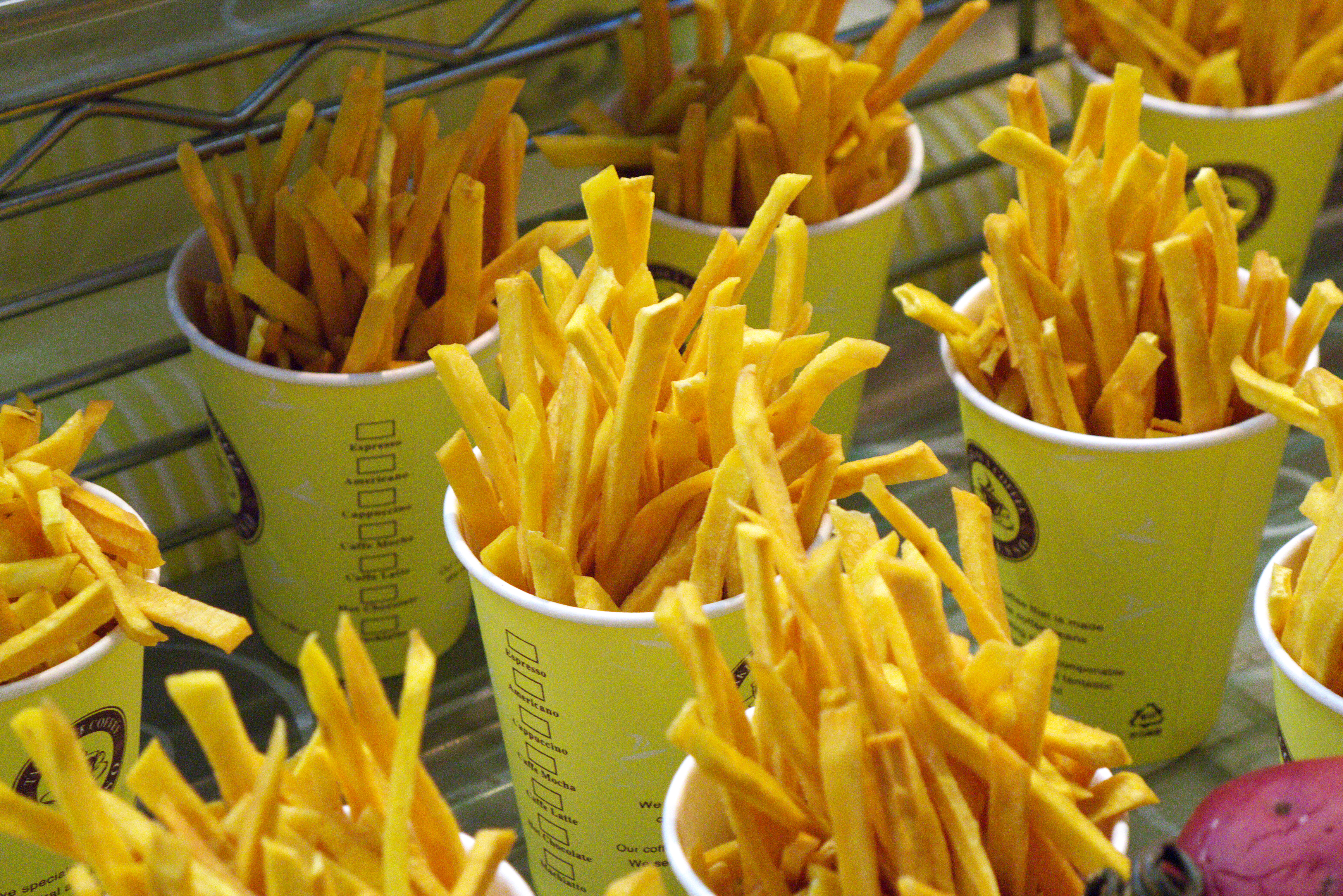
대한민국 서울 길거리 음식으로 판매되는 고구마스틱

## 영양가
감자를 사용하여 만든 튀김과 비교하면 다량영양소, 칼로리, 탄수화물, 섬유질, 지방(요리 전)의 함유량은 비슷한 편이다. 고구마튀김은 섬유질, 칼슘, 비타민 A의 함량이 더 많은 편이나 감자튀김은 철, 칼륨, 비타민 C의 함량이 더 많다. 튀길 때에는 감자와 고구마 모두 매우 유사한 수준의 지방을 포함하지만 고구마튀김을 구울 경우 지방 함량은 훨씬 더 낮아지게 된다.

## 같이 보기
- 감자튀김
- 고구마
- 고구마당면